# Псевдогермафродитизм
Псевдогермафродитизм (ложный гермафродитизм) — заболевание, при котором вторичные половые признаки и хромосомный пол  не соответствуют гонадам (яичники или яички).
В некоторых случаях внешние половые органы представляют собой нечто среднее между клитором и пенисом. В иных же случаях внешние половые органы выглядят скорее так, как должны были бы выглядеть в случае принадлежности к «противоположному» полу. По этой причине псевдогермафродитизм, как правило, не определяется до наступления половой зрелости. Порой псевдогермафродитизм диагностируется только с наступлением совершеннолетия.
Термин «мужской псевдогермафродитизм» используется при наличии яичек, а «женский псевдогермафродитизм» — при наличии яичников. Термин «истинный гермафродит» используется в очень редких случаях, а именно когда в организме представлены оба вида гонадной материи. (Так или иначе, не ясно, применяется ли термин в случае, когда найден овотестис или только при нахождении отчетливо выраженных яичек и яичника).
Сюда также относится встречающаяся у мужчин блокада 5-альфа редуктазы, вызванная дефектом мужской хромосомы (46 XY).

## Хирургия
Вскоре после рождения проводятся косметические операции, целью которых является изменение внешнего вида гениталий. Информированное согласие при этом даётся родителями или иными законными представителями ребёнка.

## Терминология
Спорно применение термина «псевдогермафродитизм». Термин «псевдогермафродитизм» был придуман Эдвином Клебсом в 1876 году, задолго до того, как были описаны генетическая роль X и Y хромосомы, а также социальные компоненты гендерной идентичности. По этой причине термин, как правило, используется в случаях несоответствия гонадной ткани внешнему виду гениталий.
Термин «интерсексуальность» был внедрен Ричардом Гольдшмидтом в 1923 году. Тем не менее, этот термин также подвергается критике. «Детское Эндокринное общество имени Лаусона Вилкинсона», а также «Европейское общество детской эндокринологии», приняли систему терминов, основой для которой стала система, используемая при описании расстройств полового развития человека. Система охватывает те «врожденные нарушения, при которых хромосомное, гонадное или анатомическое развитие атипично». Таким образом, система заменяет многие спорные термины, в том числе относящиеся к вопросу «гермафродитизма».

## История
Джон Мани, вероятно, один из первых широко известных исследователей феномена псевдогермафродитизма. Его докторская диссертация «Гермафродитизм: изучение сущности человеческого парадокса» была в 1952 году удостоена Гарвардским Университетом награды.
Представление Мани о гендерной идентичности как о феномене, познаваемом в детстве, позднее были опровергнуты биографией, опубликованной в 2001 году одним из его бывших пациентов Дэвидом Реймером. Одним из последствий публикации стал ущерб, нанесенный репутации Джона Мани. Помимо того что его теория о гендерной приспособляемости дала серьёзную трещину, в биографии также описывались весьма неприятные сеансы терапии, а также выражалось предположение о том, что Мани проигнорировал или скрыл всё более очевидные признаки того, что Реймер был ошибочно отнесен к женскому полу. Сторонники Мани предполагали, что некоторые утверждения о сеансах терапии были вызваны синдромом ложной памяти. Тем не менее как брат Реймера, так и его мать были единодушны в том, что терапия «терпела крах» в том смысле, что у Реймера не возникало представление о себе как о женщине в ходе лечения у доктора Мани. Доктор Мани так никогда открыто и не признал, что его выводы были ложными.
Милтон Даймонд стал одним из известных защитников прав интерсексуального общества начала 21-го столетия. Он является директором Тихоокеанского центра по вопросам пола и общества.